# Seznam delovnih teles 3. državnega zbora Republike Slovenije
Seznam delovnih teles 3. državnega zbora Republike Slovenije.

## Kolegij
- Kolegij predsednika Državnega zbora Republike Slovenije

## Komisije
- Mandatno-imunitetna komisija
- Komisija za volitve, imenovanja in administrativne zadeve
- Komisija po zakonu o nezdružljivosti opravljanja javne funkcije s pridobitno dejavnostjo
- Komisija za poslovnik
- Komisija za narodni skupnosti
- Komisija za nadzor nad delom varnostnih in obveščevalnih služb
- Komisija za nadzor proračuna in drugih javnih financ
- Komisija za peticije
- Komisija za odnose s Slovenci v zamejstvu in po svetu
- Komisija za evropske zadeve

## Odbori
- Odbor za gospodarstvo
- Odbor za infrastrukturo in okolje
- Odbor za kmetijstvo, gozdarstvo in prehrano
- Odbor za finance in monetarno politiko
- Odbor za zunanjo politiko
- Odbor za notranjo politiko
- Odbor za obrambo
- Odbor za zdravstvo, delo, družino, socialno politiko in invalide
- Odbor za kulturo, šolstvo, mladino, znanost in šport